# Uzel
Uzel är en kommun i departementet Côtes-d'Armor i regionen Bretagne i nordvästra Frankrike. Kommunen ligger i kantonen Uzel som tillhör arrondissementet Saint-Brieuc. År 2022 hade Uzel 1 134 invånare.

## Befolkningsutveckling
Antalet invånare i kommunen Uzel
Referens:INSEE

## Galleri

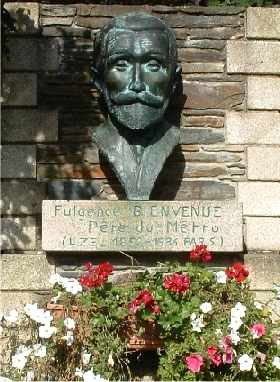
Byst föreställande civilingenjören Fulgence Bienvenüe